# 江口善通
江口 善通（えぐち ぜんつう）は、日本の写真家。東京都出身。国外およびメディアなどにおいては「Zentsu Eguchi」(ゼンツウ・エグチ)としても活動。

## 経歴
- 1961年 - 東京都杉並区高円寺出身
- 1997年 - 写真家へ転身（前職はファッションデザイナー）
- 1997年 - クリエイティブスタジオ AZUR (アズール) 設立　代表
- 1998年 - 写真クラブ「C＊AZUR クラブアズール」設立　主宰
- 2002年　オフィスをZentsu Eguchi Creative Studio と改名

## プロフィール
東京都出身。文化服装学院ファッションデザイン工科卒業、イッセイ・ミヤケデザインスタジオを経て独立。
その後「SOPHISTICATE WORKS」を設立しファッションデザイナーとして活動。
1997年写真家へ転身。「Zentsu Eguchi Creative Studio AZUR」を設立。
自身のフィールドワークとして主にCDジャケットや企業 ポスター、カレンダー、CM映像など
その独特な感性で幅広い映像分野にて活動している。
ライフワークとして、「水の世界」を独特の感性で表現した「WATER WORLD」や幻想的で妖艶な「花の世界」を表現した「FLOWER MAGIC」など。
そして写真家江口善通の原点と言うべき「ファインアート」の世界観は見る人を圧倒する。
その傍ら、「Club Azur」を主宰し、独自のワークショップを展開しながらアマチュアの育成にも力を注ぐ。

## 主な作品21998年 - 「THE SONG OF URABANDAI」part1, part2 発売
- 2001年 - 「THE SILENT SEASON」発売
- 2003年 -　写真集「feel」発売
- 2014年 -　フォトブック「Zentsu Eguchi photo Exhibition GR_mono_」発売
- 2019年 -   フォトブック「善-Zen」発売

ほか

## 主な写真展
- 1998年 - 「THE SONG OF URABANDAI」銀座キヤノンサロンにて個展開催　他全国巡回展
- 2001年 - 「THE SILENT SEASON'01 SELECTION」朝日新聞本社
- 2001年 - 「THE SHADOW OF BLACK」(モノクロ) 銀座冨士フォトサロン　他全国巡回展
- 2002年 - 「THE SILENT SEASON BEST」冨士フォトギャラリー京都・福岡
- 2003年 - 「feel」銀座キヤノンサロンにて開催　他同サロン全国巡回展

　　　　　　　写真集「feel」同時発売
- 2004年 - 　カリフォルニア サンノゼにて写真展「feel best」開催
- 2005年 - 　カリフォルニア州知事の招待により日本代表としてサンフランシスコ桜祭り会場にて写真展「feel best CA」開催
- 2014年 -　「Zentsu Eguchi photo Exhibition GR_mono_」をPENTAXギャラリー新宿にて開催
- 2019年 -     Zentsu Eguchi photo Exhibition「善 -Zen」をフランスパリ　in)(Between galleryにて開催
- 2020年 -     Zentsu Eguchi photo Exhibition「Zen〜Paris-Tokyo-Kyoto」をGINZA SIX Leica Storeにて開催予定
- 2022年 -     Zentsu Eguchi photo Exhibition「善 -Zen」を京都 余花庵 喜聞堂にて開催

ほか多数開催